# Aznakayevsky (distrito)
Aznakayevsky é um distrito do Tartaristão, uma das repúblicas da Rússia.